# Mai 1879

## Événements
- Début de l'Année de la Charrue. Résistance passive des Te Whiti en Nouvelle-Zélande (1879-1886).

- 2 mai : Pablo Iglesias fonde clandestinement à Madrid le parti socialiste ouvrier (PSOE) et son organe, El Socialista, issu de la Nouvelle Fédération.

- 21 mai, guerre du Pacifique : combat naval de Iquique entre le Pérou et le Chili.

- 22 mai : modification de la loi de 1868 sur l’instruction publique en Hongrie : l’enseignement du hongrois devient obligatoire dans toutes les écoles primaires et les écoles normales.

- 26 mai : traité de Gandomak qui met fin à la seconde guerre anglo-afghane. L’Afghanistan devient un protectorat britannique. Les Britanniques contrôlent la politique étrangère, administrent la région de Pichin au débouché du Kandahar et obtiennent le débouché de Khyber, dans les monts Sulaiman, aux portes de l’Inde.

## Naissances
- 2 mai : Nannie Helen Burroughs, éducatrice, militante des droits civiques, féministe et femme d'affaires afro-américaine († 20 mai 1961).
- 19 mai : Édouard Bague, aviateur français († 5 juin 1911).
- 25 mai : Max Aitken, politicien et homme d'affaires.
- 28 mai : Teresina Negri, danseuse et styliste italienne († 18 janvier 1974).
- 30 mai : Vanessa Bell, peintre et architecte d'intérieur britannique († 7 avril 1961).

## Décès
- 6 mai : Antonio Rotondo y Rabasco, écrivain, artiste peintre, historien et dentiste espagnol (° 8 novembre 1808)
- 12 mai : 
  - Ary Pleysier, peintre néerlandais (° 16 avril 1809).
  - Ludwig Angerer, photographe austro-hongrois.
- 22 mai : Gabriel Charavay, éditeur, libraire et homme politique français.